# Ferenc Berkes
Ferenc Berkes (ur. 8 sierpnia 1985 w Baji) – węgierski szachista, arcymistrz od 2002 roku.

## Kariera szachowa
Wielokrotnie zdobywał medale w mistrzostwach Węgier juniorów, w tym czterokrotnie złote: w kategoriach do lat 12 (Paks, 1997), 14 (Paks, 1999), 16 (Balatonlelle, 2001) i 20 (Paks, 2002). W roku 2002 zdobył w Iraklionie tytuł mistrza świata juniorów do lat 18, wyprzedzając Szachrijara Mamediarowa i Pentala Harikrishnę. Po raz drugi w karierze na podium mistrzostw świata juniorów stanął w roku 2005, zajmując w Stambule II miejsce (za Szachrijarem Mamediarowem) w kategorii do lat 20. W latach 2004–2010 czterokrotnie wystąpił w reprezentacji kraju na szachowych olimpiadach (w 2008 r. zdobywając brązowy medal za indywidualny wynik na V szachownicy), natomiast w 2003, 2005, 2007 i 2009 – w drużynowych mistrzostwach Europy. W 2004 zdobył w Budapeszcie tytuł indywidualnego mistrza Węgier, sukces ten powtarzając w 2007 r. (po pokonaniu Adama Horvatha w finale turnieju pucharowego). W 2009 r. w finałowym turnieju zdobył srebrny medal, a w 2010 r. – złoty.
Pierwsze zwycięstwo w międzynarodowym turnieju odniósł w roku 1998, triumfując w otwartym turnieju w Szekszárdzie. W 2000 zajął II miejsce (za Tejmurem Radżabowem) w cyklicznym turnieju First Saturday (FS12 GM) w Budapeszcie. W kilka miesięcy później, w kolejnej edycji tego turnieju (FS04 GM, 2001) podzielił I lokatę wraz z Markiem Narciso Dublanem. W 2003 podzielił I lokaty w Hamburgu (wraz z m.in. Jonnym Hectorem) i Oberwart (wraz z m.in. Siemionem Dwojrisem), natomiast w 2004 znalazł się wśród zwycięzców turnieju Aerofłot Open w Moskwie (wraz z m.in. Krishnanem Sasikiranem, Loekem van Wely, Konstantinem Sakajewem i Aleksiejem Driejewem), zwyciężył w kołowym turnieju w Zalaegerszeg oraz zajął II miejsce (za Wiktorem Korcznojem) w Paks. W 2006 zajął II lokatę (za Branko Damljanoviciem) w Frascati, podzielił również I miejsca w Harkanach (wraz z Zoltanem Vargą i Ivanem Farago) oraz w Zenicy (wraz z Suatem Atalikiem). W 2011 r. podzielił II m. (za Radosławem Wojtaszkiem, wspólnie z Ilją Smirinem) w memoriale György Marxa w Paksie.
Najwyższy ranking w dotychczasowej karierze osiągnął 1 września 2011 r., z wynikiem 2706 punktów zajmował wówczas 41. miejsce na światowej liście FIDE, jednocześnie zajmując 3. miejsce (za Péterem Lékó i Zoltánem Almásim) wśród węgierskich szachistów.